# Agatha Raisin e il matrimonio assassino
Agatha Raisin e il matrimonio assassino è il quinto romanzo giallo di Marion Chesney, scritto con lo pseudonimo di M. C. Beaton.

## Trama
Finalmente Agatha ce l'ha fatta a conquistare James. Dopo l'ultima indagine che ha permesso loro di vivere qualche giorno insieme, James inaspettatamente le chiede di sposarlo. Agatha però nel corso degli anni ha raccontato diverse versioni sulla fine del suo primo marito, Jimmy Raisin, visto che non aveva saputo più nulla di lui. A James, racconta quindi di essere vedova, e senza tentennamenti si prepara al gran passo. La mattina del matrimonio è luminosa e felice nonostante sia cominciata un po' male a causa di una nuova crema antirughe che le procura uno sfogo sul viso. Tutto crollerà quando, poco prima del fatidico sì, nella chiesa si presenta proprio Jimmy. Lei lo vorrebbe strangolare ma Jimmy si è presentato per cercare di estorcerle del denaro. Intanto James, furibondo, rompe il fidanzamento ed intima ad Agatha di non farsi più vedere. Il giorno dopo però Jimmy verrà ritrovato morto nei pressi di Carsely. Quindi Agatha e James dovranno, nonostante tutto, cercare il colpevole in quanto risultano essere i primi indiziati del omicidio.

## Personaggi
- Agatha Raisin: protagonista
- James Lancey: colonnello in pensione e vicino di Agatha
- Bill Wong: detective della polizia e amico
- Mrs Margaret Bloxby: moglie del pastore
- Roy Silver: ex collega di lavoro della società di pubbliche relazioni di cui Agatha era proprietaria
- Doris Simpson: la signora delle pulizie
- Il pastore Alf Bloxby: vicario di Carsely
- Jimmy Raisin: primo marito di Agatha

## Edizioni
- M. C. Beaton, Agatha Raisin e il matrimonio assassino, traduzione di Marina Morpurgo, Astoria Edizioni, 2012,  p. 247, ISBN 978-88-96919-37-8.